# مقاطعة سيرسي (أركنساس)
مقاطعة سيرسي (بالإنجليزية: Searcy County)‏ هي إحدى مقاطعات ولاية أركنساس في الولايات المتحدة الأمريكية.